# Картофельные оладьи
Картофельные оладьи (разг. драники) — популярное блюдо европейской кухни. Картофельные блины и оладьи можно встретить практически везде, где в пищу употребляется картофель — от Латинской Америки до Северной Европы, в частности, белорусской (бел. дранiкi), украинской (укр. деруни), русской, польской, немецкой и еврейской кухнях.
Являются неотъемлемым атрибутом белорусской кухни. По одной из версий драники пришли в белорусскую кухню из немецкой благодаря выпущенному в 1830 году труду «Кухар добра навучаны» Яна Шитлера, в котором он привёл позаимствованный у немцев рецепт оладий из картофеля.

## Приготовление
Драники готовят из натёртого или давленного сырого картофеля с добавлением соли и яиц. Также добавляется мука — для связывания крахмала. По вкусу могут добавляться другие ингредиенты — например, лук, чеснок. Полученное тесто перемешивают и жарят на сковороде на свином жире или растительном масле.
Драники традиционно подают горячими со сметаной, сливочным маслом, уздором (топлёное свиное сало) или мачанкой.
Остывшие драники меняют вкусовые качества, поэтому некоторые люди считают, что их можно есть как самостоятельное блюдо лишь сразу после приготовления.
Также практикуется томление драников в различной посуде (например, в глиняных горшках при наличии печи). В СССР широкое распространение получило приготовление драников с начинкой из фарша по примеру голубцов.

## Региональные названия
Этому блюду есть и другие названия:
- в разных областях России — картофельные оладьи, драники, какорки, теруны, деруны, терунцы, терунки (у ашкеназских евреев Удмуртии и Татарстана зафиксирован вариант произношения «крезлики»[5]);
- Австрия — Kartoffelpuffer и другие. (см. литературный немецкий язык); региональные австрийские названия: Erdäpfelpuffer («картофельные оладьи»), Erdäpfelkrapferl, Kartoffellaibchen;
- Беларусь— дранікі;
- Германия — в литературном немецком языке: Kartoffelpuffer («картофельные оладьи»), Reibekuchen («тёртые пироги»), Reibeplätzchen («тёртые печенья»), Kartoffelpfannkuchen («картофельные блины»), Kartoffelplätzchen («картофельные печенья») и др. Кроме того большое количество региональных названий, например: в Рейнской области — Rievkooche, Schnibbelskuchen, Krebbelche, Gribbelscher, Kribbelscher, в Гессене — Erbelkrebbel, Kartoffelplätzcher, Panneläppcher, в Баден-Вюртемберг — Kardofflkiachla, в Баварии — Erdäpfelpuffer, Reiberdatschi; и многие другие. В Германии картофельные оладьи сервируют с сахаром и апфельмусом, а также с квашеной капустой или салатом[2].
- Израиль и еврейская диаспора — латкес;
- Литва — bulviniai blynai («картофельные блины»);
- Польша — placki ziemniaczane («картофельные оладьи»);
- США — хашбраун;
- Украина — деруни, тертюхи, терчиники, кремзлики;
- Чехия — bramboráky;
- Словакия — zemiakové placky (в регионах восточной Словакии называют их также «zemiakové nalešniky»)
- Швеция — raggmunk («щетинистый монах»);
- Швейцария — рёшти (Rösti) от швейц.-нем. rööschte («жарить», нем. rösten), национальное блюдо Швейцарии; региональные названия: Härdöpfelchüechli («картофельные пироги»), Härdöpfeldätschli; Kartoffelpuffer и другие. (см. литературный немецкий язык);

## Галерея

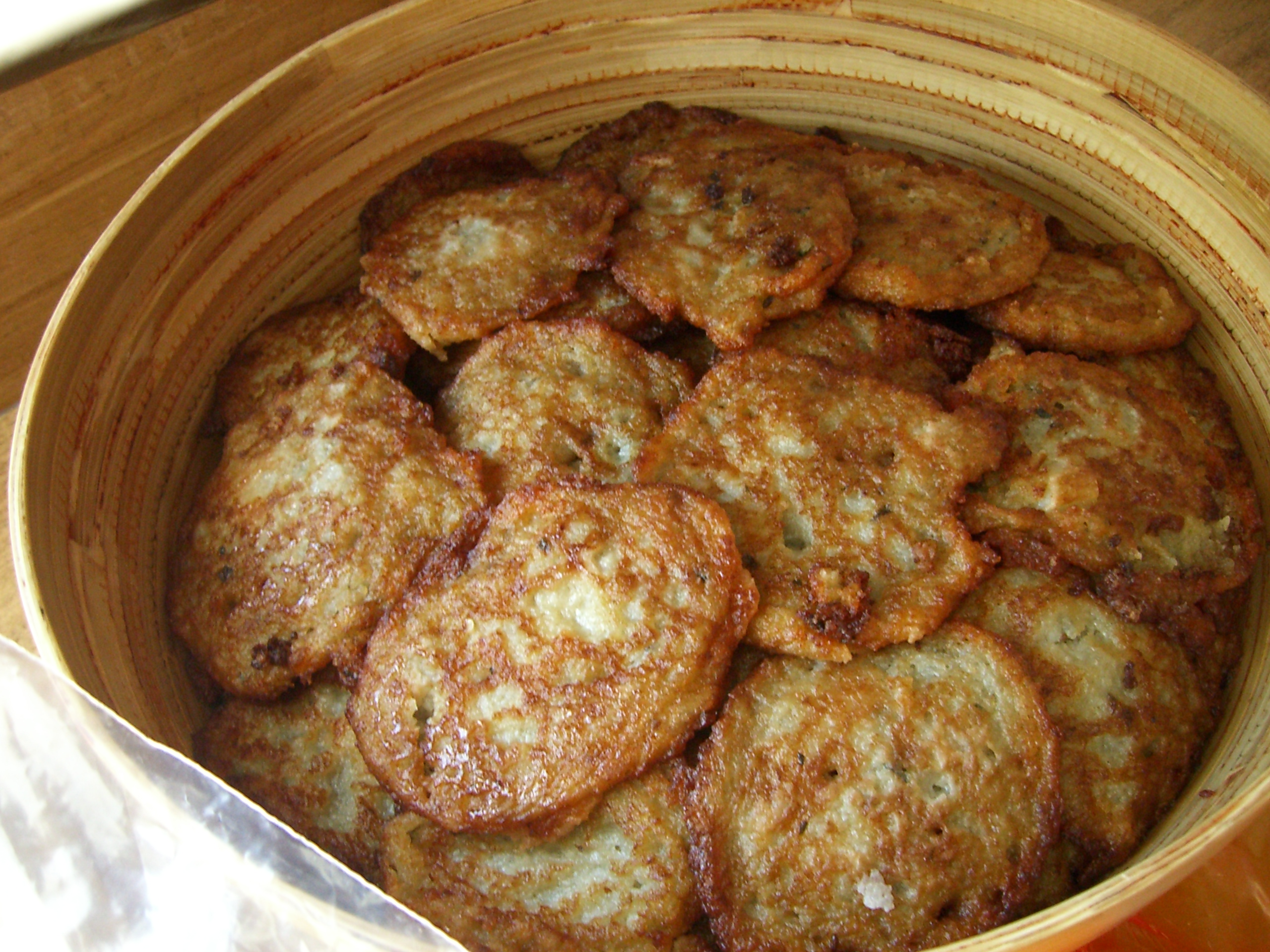
Белорусские  дранікі
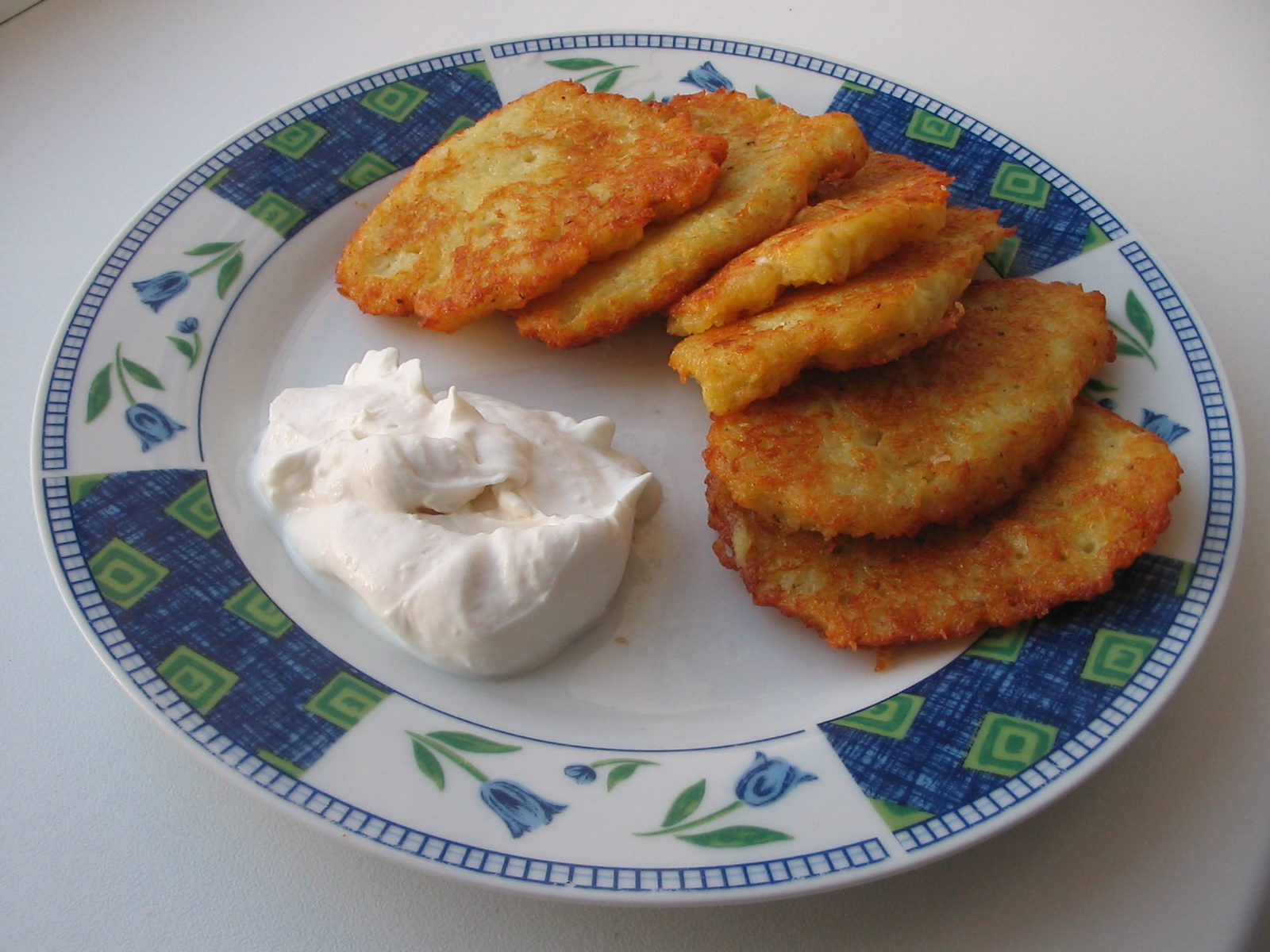
Украинские деруни
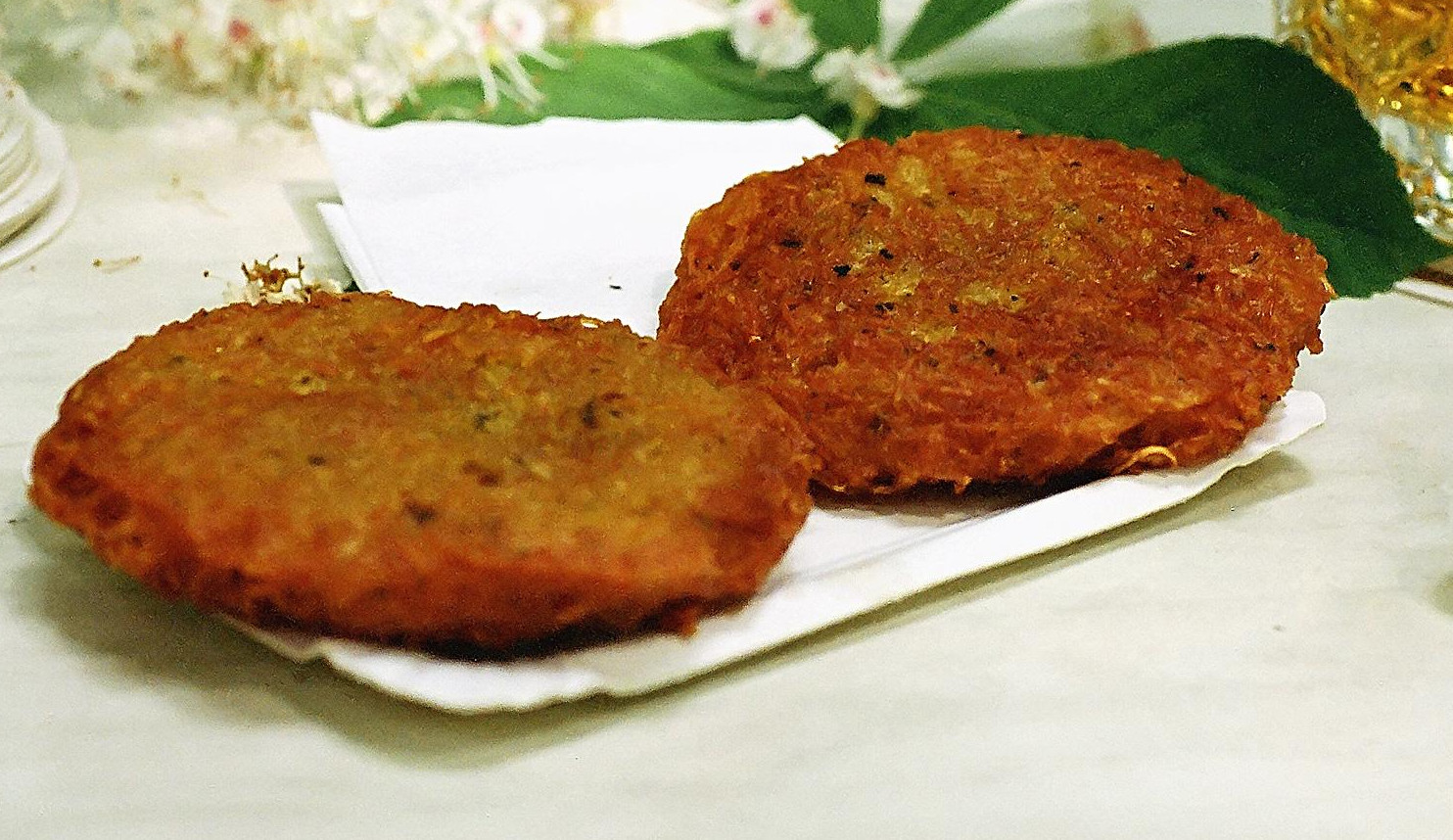
Немецкие Kartoffelpuffer
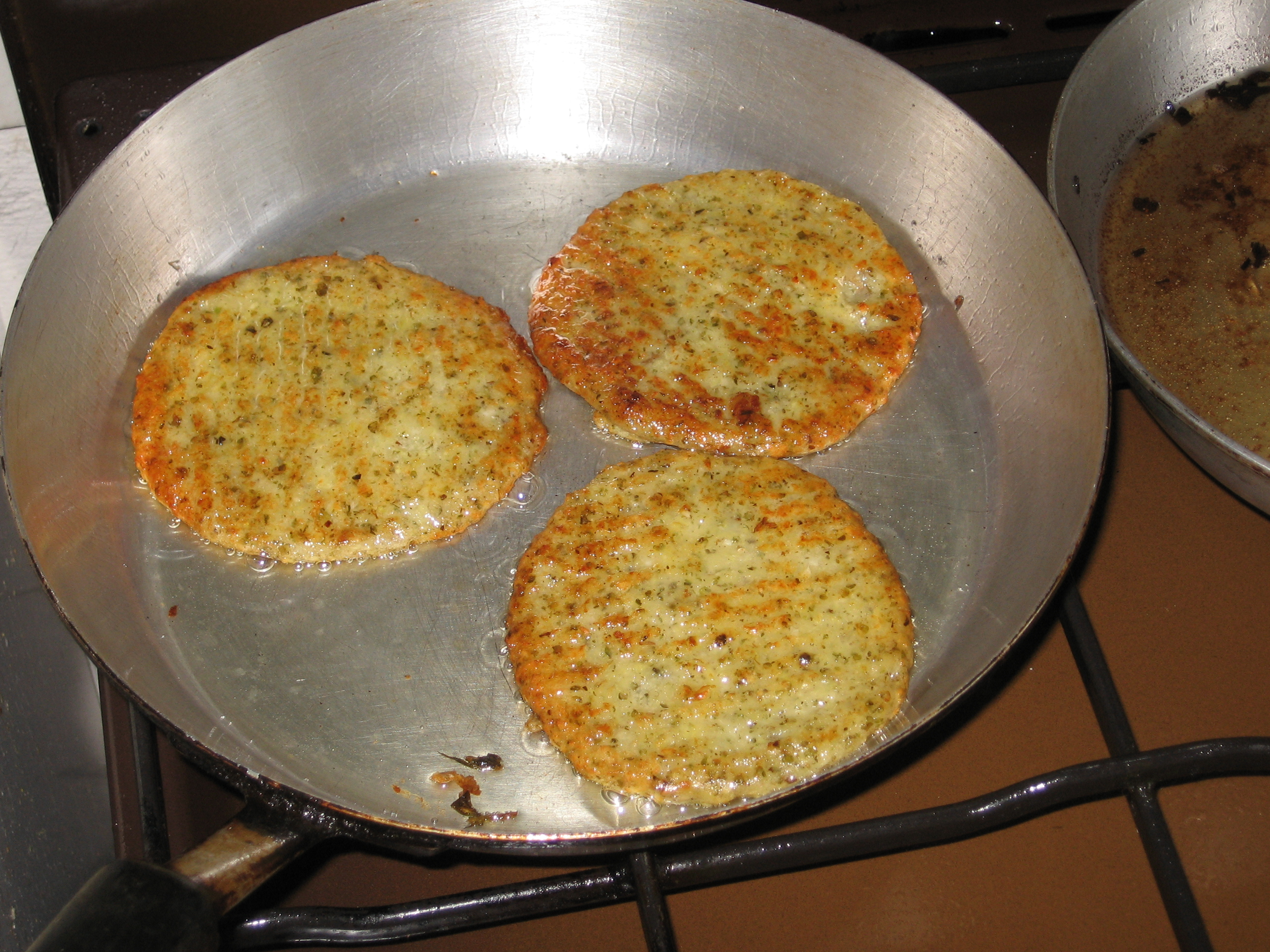
Чешские брамбораки (bramboráky)
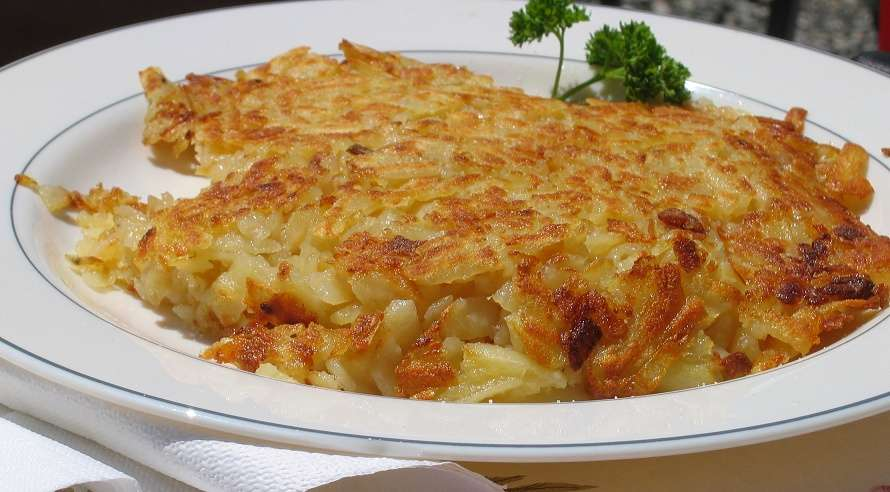
Швейцарские Rösti
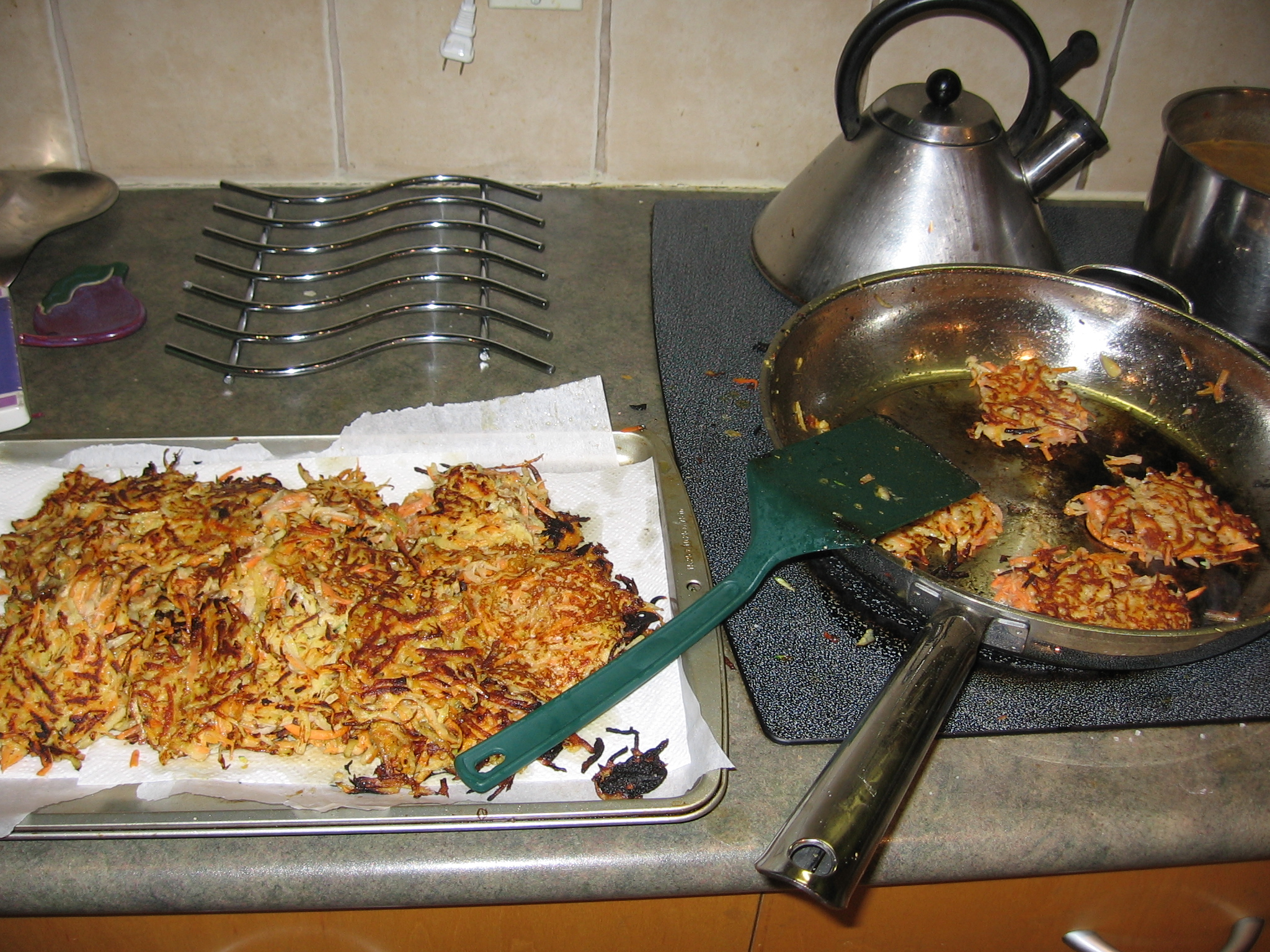
Еврейские латкес
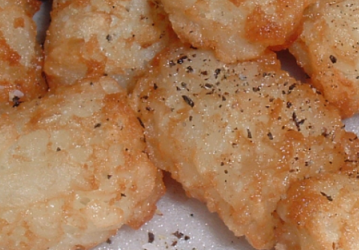
Американские хашбраун (Hash brown)